# Welcome Mountain
Der Welcome Mountain (englisch für Willkommensberg) ist ein 2505 m hoher und sehr markanter Berg im ostantarktischen Viktorialand. Er ragt 8 km südöstlich des Mount Southard in der Gruppe der Outback-Nunatakker und 17,5 km westnordwestlich der Sequence Hills auf.
Teilnehmer einer US-amerikanischen Mannschaft zur Erkundung des Viktorialands entdeckten ihn zwischen 1959 und 1960. Sie benannten ihn so, weil er der erste Berg war, den sie nach fast dreimonatiger Durchquerung des Polarplateaus erblickten.